# 아반나
아반나는 2008년 12월 31일까지 존재했던 그린란드의 행정 구역이다. 행정부는 카나크에 있었다.
때때로 '아반나르수아' 또는 '아반네흐수악'으로 불렸다.

## 경제
물개잡이가 가장 큰 산업이다. 상당히 외진 곳에 위치해있는 탓에, 그린란드의 도시와는 생활 모습이 다르다. 겨울동안 피오르가 얼때, 아반나의 어부와 사냥꾼들은 개썰매를 이용해 사냥을 한다.

## 서식 생물
육상 동물은 북극여우나 북극토끼와 같은 소형 포유류만 서식하지만, 조류와 어류는 다양한 종이 서식한다. 다양한 종류의 갈매기과 새들이 서식하며, 그린란드의 주요 수출품 중 하나인 새우 덕분에 많은 어선이 아반나 해역을 오간다. 또한 큰고래가 자주 출몰한다.

## 같이 보기
- 북그린란드
- 그린란드의 행정 구역
- 카나크